# Городіште (Ришканський район)
Городіште (рум. Horodiște) — село в Ришканському районі Молдови. Утворює окрему комуну.